# Castel d'Aiano
Castel d'Aiano (Castèl d Ajàn in dialetto bolognese) è un comune italiano di 1 914 abitanti della città metropolitana di Bologna in Emilia-Romagna. Fa parte dell'Unione dell'Appennino Bolognese.

## Storia

### Simboli
Lo stemma, già attestato almeno dall'Ottocento è stato riconosciuto con DCG del 24 marzo 1930, raffigura un'antica torre fondata sulle acque del fiume Reno, con il capo d'Angiò, che ricorda la sua dipendenza da Bologna.
Il gonfalone è un drappo di azzurro.

## Monumenti e luoghi d'interesse

### Architetture religiose
- Santuario della Madonna di Brasa[7]
- Abbazia di Santa Lucia, a Rocca di Roffeno[7]
- In paese sorge invece la chiesa parrocchiale di Santa Maria Assunta, ricostruita dopo le devastazioni della guerra.[7]

### Architetture civili
Nella Sala Civica Polivalente è esposto il plastico interattivo dedicato alla Linea Gotica.

### Architetture militari
- numerosi complessi fortificati a Rocca di Roffeno (casa torre del Poggiolo, della Civetta e il Monzone), a Serra Sarzana (Torre Jussi), a Casigno (il Palazzo), a Sassomolare; si segnalano inoltre la Torre di Lavacchio, la Torre di Lamari.[9]
- il castello di Rocca di Roffeno, dove abitò il pittore Giorgio Morandi[9]

### Aree naturali

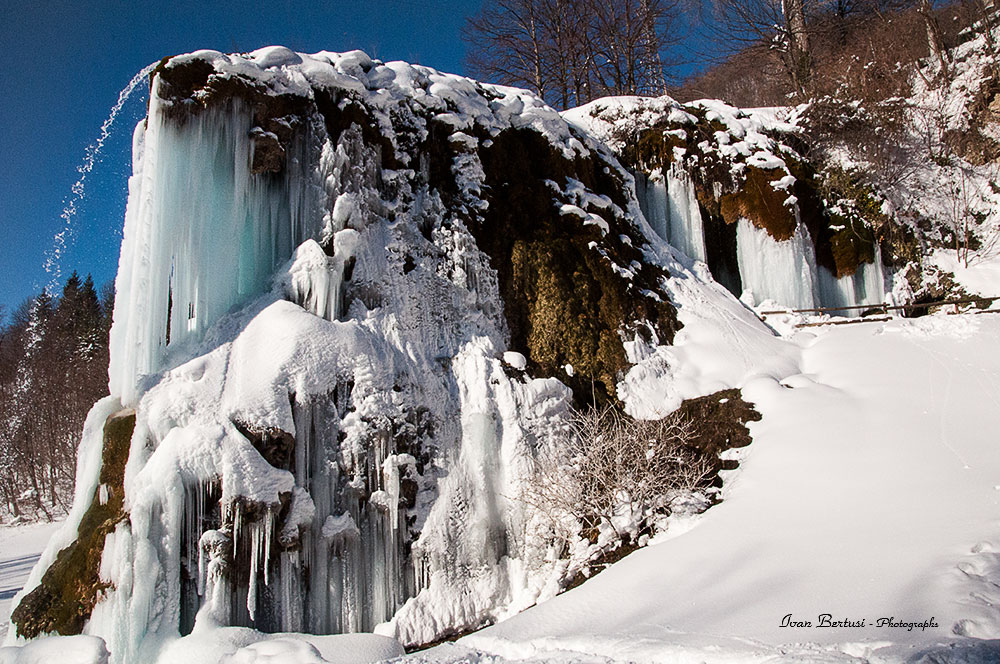
Vista invernale delle Grotte di Labante

- Nella Valle dell'Aneva, in località San Cristoforo di Labante, si trovano le Grotte di Labante, tra le più imponenti grotte di travertino italiane.
- Orrido di Gea[7]

## Società

### Evoluzione demografica
Abitanti censiti

### Etnie e minoranze straniere
Secondo i dati ISTAT al 31 dicembre 2009 la popolazione straniera residente era di 153 persone. Le nazionalità maggiormente rappresentate in base alla loro percentuale sul totale della popolazione residente erano:
- Romania 44 2,21%
- Marocco 28 1,41%
- Cina 24 1,21%

## Infrastrutture e trasporti
La strada più importante del comune è la provinciale (ex statale) 623 del Passo Brasa.

## Amministrazione
Di seguito è presentata una tabella relativa alle amministrazioni che si sono succedute in questo comune.
| Primo cittadino      | Partito                         | Mandato         | Mandato         | Elezione                 |
| Primo cittadino      | Partito                         | Inizio          | Fine            | Elezione                 |
| -------------------- | ------------------------------- | --------------- | --------------- | ------------------------ |
| Giorgio Chiari       | -                               | 20 giugno 1985  | 1990            | Elezione 1985            |
| Giorgio Chiari       | -                               | 1990            | 24 aprile 1995  | Elezione 1990            |
| Ivonne Mazza         | lista civica                    | 24 aprile 1995  | 14 giugno 1999  | Elezione 1995            |
| Giorgio Chiari       | lista civica                    | 14 giugno 1999  | 14 giugno 2004  | Elezione 1999            |
| Giorgio Chiari       | lista civica                    | 14 giugno 2004  | 8 giugno 2009   | Elezione 2004            |
| Salvatore Argentieri | lista civica Per Castel d'Aiano | 8 giugno 2009   | 26 maggio 2014  | Elezione 2009            |
| Salvatore Argentieri | lista civica Per Castel d'Aiano | 26 maggio 2014  | 27 maggio 2019  | Elezione 2014            |
| Alberto Nasci        | lista civica Progetto comune    | 27 maggio 2019  | 10 gennaio 2023 | Elezione 2019            |
| Franco Ronchetti     | lista civica Progetto comune    | 10 gennaio 2023 | 15 maggio 2023  | Sindaco facente funzioni |
| Rossella Chiari      | lista civica Obiettivo futuro   | 15 maggio 2023  | in carica       | Elezione 2023            |